# Андросова-Ионова, Мария Николаевна
Мария Николаевна Андросова-Ионова (14 [26] октября 1864, II Игидейский наслег, Якутская область — 1941, Ташкент) — автор и исполнительница якутского эпоса олонхо, фольклорист.

## Биография
Родилась 14 октября 1864 год года во Втором Игидейском наслеге Ботуруского улуса Якутской области. Оставшись сиротой, воспитывалась у деда.
В 1893 году вышла замуж за ссыльного народовольца В. М. Ионова, который приобщил её к собиранию якутского фольклора.
В 1899—1910 годах жила в Якутске, в 1910—1917 годах в Петрограде, в 1917—1922 — в Киеве.
В 1922—1930 годах работала в Музее антропологии и этнографии АН СССР (Кунсткамере).
Принимала участие в экспедициях Академии Наук в Нюрбинском и Вилюйском районах Якутской АССР.
Последние годы жизни прожила в Москве. С началом Великой Отечественной войны была эвакуирована и умерла в 1941 году в Ташкенте.

### Семья
В браке с В. М. Ионовым родилось четверо детей, двое сыновей умерли в младшем возрасте.
Старшая дочь Людмила была дважды приговорена к разным срокам за политическую деятельность (10 июня 1924 — арестована в Ленинграде, 16 мая приговорена к 3 годам концлагеря и отправлена в Соловецкий лагерь особого назначения. Весной 1925 — переведена в Верхне-Уральский политизолятор. В июне 1927 — приговорена к 3 годам ссылки в Сибирь и отправлена в Колпашево Нарымского края). В начале 1930-х — Людмила Всеволодовна Ионова была по ходатайству матери освобождена с ограничением проживания на 3 года. Поселилась в Казани, позднее выслана в Алма-Ату, работала инспектором статистиком. В третий раз арестована 16 октября 1937 — по групповому делу по ложному обвинению в участии в подготовке восстания против советской власти. 21 ноября приговорена к ВМН и в тот же день расстреляна. Реабилитирована в 1957 году.
Младшая дочь Ионова Ольга Всеволодовна стала учёным-историком.

## Творчество
Мария Николаевна автор олонхо «Күл-күл Бөҕө оҕонньор Силирикээн эмээхсин икки» (Старик Кюл-кюл Бёгё да старуха Силирикэн) (1893—1894). Это олонхо напечатано в книге Э. К. Пекарского.
Оказала большое содействие в качесстве знатока языка Э. К. Пекарскому в написании академического труда «Словарь якутского языка».

### Избранные публикации
- Образцы народной литературы якутов, собранные Э. К. Пекарским. — СПб., 1909.
- Оҕуруот аһын үүннэриитэ. — М., 1925.
- Советский фольклор: Сб. ст. и матер. — М.; Л., 1936.
- Дабаан: Альманах землячества в Москве. — М.; Якутск, 1938.
- Саха норуотун айымньыта / Сост.: Г. М. Васильев и Х. И. Константинов. — Якутск, 1942[4].

Большая часть материалов Ионовых была включена в сборник, подготовленный к изданию А. А. Поповым в 1940 году. Это были заклинания, связанные с почитанием божеств, а также фольклорные материалы, связанные с различными сторонами жизни человека. А. А. Поповым был сделан подстрочный перевод на русский язык. Сборник остался неизданным, хранится в архиве АИВ (ф. 22, оп. 1).